# Santina Maria Schrader
Santina Maria Schrader (* 1967 oder 1969 in Leipzig) ist eine deutsche Schauspielerin und Sängerin.

## Leben und Wirken
Santina Maria Schrader studierte in Berlin Jazz- und Popularmusik im Hauptfach Gesang und ließ sich später u. a. an der Hochschule für Schauspielkunst „Ernst Busch“ Berlin zur Schauspielerin ausbilden.
Sie hatte anschließend zahlreiche Auftritte mit eigenen Bands und Big Band Orchestern, moderierte Galas und übernahm ab 2006 mehrere Hauptrollen als Solistin am Friedrichstadt-Palast. Ferner übernahm sie Rollen in MDR-Serien und im ZDF u. a. in SOKO Wismar, und arbeitet als Sprecherin für Hörbuch-Vertonungen und Imagefilme.
Sie spielte einige Jahre am Kabarett-Theater „Die Distel“ und trat auch im GOP Varieté-Theater Hannover auf. 2012 hatte sie erstmals einen Auftritt in den Wühlmäusen (gemeinsam mit Robert Louis Griesbach) und gehörte dem 2017 wieder begründeten neuen Ensemble des Hauses bis zu dessen Auflösung 2020 an.